# Hipohalogenit
A hipohalogenitek olyan oxoanionok, amelyekben +1-es oxidációs számú halogén található. A hipohalogenitek közé tartozik a hipojodit, hipobromit, hipoklorit és hipofluorit. Ugyancsak hipohalogeniteknek nevezzük a hipohalogénessavak sóit.
Hipohalogenit-oldat előállítható a megfelelő halogén hideg lúgoldatban történő diszproporciójával:
{\displaystyle \mathrm {X_{2}+2\ OH^{-}\rightarrow X^{-}+OX^{-}+H_{2}O\qquad X=Cl,Br,I\!} }
A hipohalogenitek stabilitása a ClO− > BrO− > IO− sorrendben csökken.
Felhasználhatók alifás és aromás vegyületek halogénezésére, valamint a metil-ketonok haloform reakciójában:
{\displaystyle \mathrm {RCOCH_{3}+3\ OX^{-}\rightarrow RCO_{2}^{-}+2\ OH^{-}+CHX_{3}\qquad X=Cl,Br,I\!} }

## Fordítás
Ez a szócikk részben vagy egészben a Hypohalite című angol Wikipédia-szócikk ezen változatának fordításán alapul.  Az eredeti cikk szerkesztőit annak laptörténete sorolja fel. Ez a jelzés csupán a megfogalmazás eredetét és a szerzői jogokat jelzi, nem szolgál a cikkben szereplő információk forrásmegjelöléseként.